# متلازمة الشريان المساريقي العلوي
متلازمة الشريان المساريقي العلوي (بالإنجليزي: Superior mesenteric artery (SMA) syndrome) هي حالة طبية نادرة وقد تكون مهددة للحياة، تحدث عندما يضغط الشريان المساريقي العلوي على الجزء الثالث من الاثني عشر، حيث يؤدي هذا الضغط إلى انسداد جزئي أو كلّي للاثني عشر مما يعيق مرور الطعام إلى باقي الأمعاء الدقيقة. وقد ينتج عن ذلك مجموعة من الأعراض مثل: الغثيان، والقيء، انتفاخ البطن، فقدان الوزن، الشبع المبكر وألم في المنطقة الواقعة أعلى المعدة بعد تناول الطعام والذي يزداد سوءًا في وضعية الاستلقاء. إن التشخيص السريع والعلاج المبكر ضروريان لتجنب مضاعفات خطيرة أو الوفاة.

## التعريف بالحالة المرضية
تحدث متلازمة الشريان المساريقي العلوي عندما يتعرض الاثنا عشر للضغط بين شريانين، وهما: الشريان الأبهر والشريان المساريقي العلوي. حيث تمر الاثنا عشر بين هذين الشريانين، ويحيط بها أنسجة دهنية (Mesenteric fat). فإذا قلّ حجم هذه الدهون، ستقل المسافة بين الاثني عشر والشريانين، وستضيق الزاوية الواقعة بين الشريان الأبهر والشريان المساريقي (والتي تدعى بالإنجليزية: Aortomesenteric Angle). يؤدي هذا الضغط إلى انسداد الاثني عشر بشكلٍ جزئيّ أو كلّي.

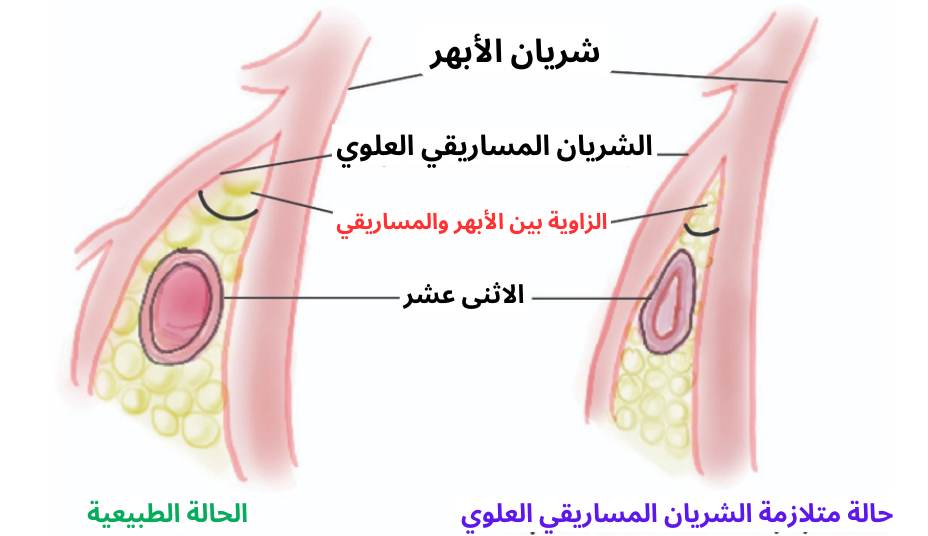

## الأعراض
عادةً ما يعاني المريض من أعراض مزمنة في الجزء العلوي من البطن مثل:
- آلام البطن.
- الغثيان.
- التجشؤ.
- القيء الكثيف الذي يكون إما صفراويًا أو يحتوي على طعام مهضوم جزئيًا.
- الشعور بعدم الراحة بعد الأكل.
- الشبع المبكر.
- وأحيانًا انسداد جزئي في الأمعاء الدقيقة.

تتحسن الأعراض عادةً عندما يتخذ المريض وضعية الاستلقاء على الجانب الأيسر، أو الاستلقاء على البطن، أو وضعية الركبة إلى الصدر، وغالبًا ما تزداد سوءًا عندما يكون المريض مستلقيًا على ظهره. يُعتقد أن هذه الوضعيات تساعد في تقليل التوتر في الأمعاء الدقيقة عند زاوية انضغاط الشريان المساريقي بالأبهر.

## التشخيص
هناك عدة طرق لتشخيص الحالة منها:
- التصوير المقطعي المحوسب وتصوير بالرنين المغناطيسي: حيث يمكّنان من تصوير ضغط الأوعية الدموية على الاثني عشر وقياس الزاوية الأبهرية-المساريقية، والتي تكون عادةً من 28 إلى 65 درجة. وتكون المسافة بينهما 10-34 ملم.[8] فإذا ظهر بالتصوير أن الزاوية والمسافة أقل من هذه النِّسَب فإنه يكون مؤشرًا قويًا لوجود المتلازمة.[9]
- الموجات فوق الصوتية[10]
- التصوير الفلوري[8]
- الفحص بالمنظار[11]

## الأسباب
تكون الأنسجة الدهنية والأنسجة الليمفاوية خلف الصفاق عادة بمثابة وسادة للاثني عشر، وتحميه من ضغط الشريان المساريقي العلوي. وتتسبب في متلازمة الشريان المساريقي العلوي أي حالة تنطوي على الاستهانة بالوسادة وبزاوية المساريقي الضيقة. ويمكن أن تظهر متلازمة الشريان المساريقي العلوي في شكلين: الشكل المزمن / الخلقي أو الحاد / المستحث.
وتكون غالبا حالة المرضى المصابين بالشكل المزمن من متلازمة الشريان المساريقي الخلقية تتصف بتاريخ طويل أو حتى لمدى الحياة من شكاوى البطن التي تتفاقم بصورة متقطعة تبعا لدرجة ضغط الاثني عشر. وتشمل عوامل الخطر الخصائص التشريحية مثل: التجميلية في بناء الجسم (الرقيق جدا أو «النحيف»)، والإدراج المرتفع بشكل غير عادي للعفج عند رباط ترايتس وهو الأصل المنخفض بشكل خاص من الشريان المساريقي العلوي أو سوء التدوير المعوي حول المحور الذي يشكله الشريان المساريقي العلوي. {17} ويمكن أن يتفاقم الميل بسهولة بواسطة أي من التالي: حركة التفاغر الضعيفة للجهاز الهضمي والأورام خلف الصفاق وفقدان الشهية وسوء الامتصاص والدنف وزيادة التقاعس القطني وتدلي الأحشاء وتراخي جدار البطن والتصاقات البريتوني وطفرة النمو الخطي السريع في فترة المراهقة وفقدان الوزن والتجويع وحالات التقويض (كما هو الحال مع مرض السرطان والحروق).
ويتطور الشكل الحاد لمتلازمة الشريان المساريقي العلوي بسرعة بعد وقوع حوادث مؤلمة عبر تمدد الشريان المساريقي الي العفج الأمر الذي يؤدي إلى الانسداد. وتشمل الأسباب تناول الطعام مع الاستلقاء في الفراش للراحة (كما هو الحال مع تطبيق قالب الجسم) واصابات الحبل الشوكي والجنف (انحناء الحبل الشوكي) وجراحة الجنف أو استئصال الكلية اليسرى.

## العلاج
في معظم الحالات يكون العلاج الأولي هو العلاج التحفظي، الذي يهدف الى علاج السبب الرئيسي للمرض بالإضافة إلى إعادة اكتساب الوزن المفقود، قد يشمل العلاج الطبي وضع أنبوب أنفي معوي من أجل تخفيف الضغط عن الاثني عشر والمعدة، والاستلقاء في الوضع الجانبي الأيسر، كما هو مهم تعويض السوائل والأملاح المفقودة بالإضافة إلى تعويض السعرات الحرارية عن طريق أنابيب التغذية أو القسطرة الوريدية العميقة.
فقد يحتاج بعض المرضى -ممن عانوا من نزول وزن وعدم قدرة على تناول الطعام- إلى دعم غذائي مكمل عن طريق الوريد والجهاز الهضمي للحصول على السعرات الحرارية اللازمة. يجب متابعة وزن المريض يومياً. بعد ذلك، يبدأ المريض بتناول السوائل ثم ينتقل تدريجياً إلى وجبات طرية صغيرة ومتكررة. في النهاية، يتناول الأطعمة الصلبة العادية إذا استطاع تحملها. الأبحاث تظهر نجاح العلاج الطبي بنسبة 100% في الحالات الحادة. وفي بعض الحالات، قد يحتاج المريض لتغذية عن طريق أنبوب أنفي معوي أو معدي بنظام غذائي سائل، يمكن استمرارها في المنزل حتى تتحسن الحالة.
إذا لم تنجح الإجراءات التحفظية خلال 6 إلى 8 أسابيع وتفاقمت الأعراض، خاصة إذا كان المريض يعاني من ألم شديد وغير قادر على تحمل التغذية عبر فغر المعدة، تصبح الجراحة مطلوبة.
في حال فشل العلاج الطبي،أو لم يكن ممكنا بسبب المرض الشديد، فإن التدخل الجراحي لا بد منه، وهو يهدف لتخفيف الضغط على الإثنى عشر، هناك العديد من الطرق الجراحية لعلاج متلازمة الشريان المساريقي العلوي ولكن أكثرها شيوعاً وأكثرها نجاحاً هو تحويل مسار الإثنى عشر عن طريق عمل وصلة تحويلية بين الإثنى عشر والأمعاء الدقيقة (Duodeno-Jejunostomy) وتعتبر النتيجة المتوقعة لعلاج متلازمة الشريان المساريقي العلوي بالجراحة بشكل عام ممتازة، حيث أن أكثر من %90 من المرضى يلاحظون التحسن السريع مع إختفاء أغلب الأعراض وإعادة اكتساب الوزن الطبيعي في غضون عدة أسابيع ما بعد الجراحة.